# 109 Eskadra IAF

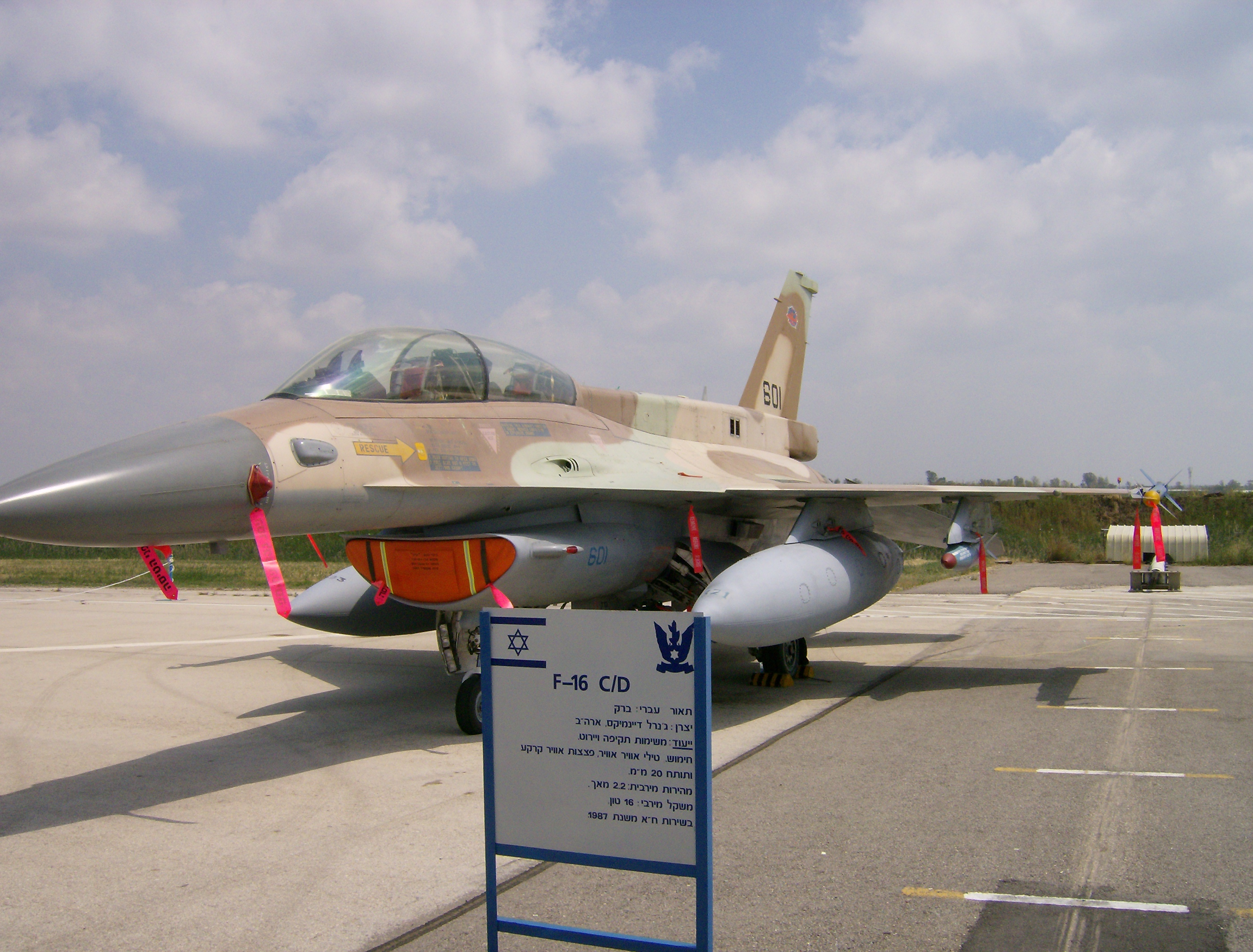
F-16D

109 Eskadra „Dolina” (hebr. טייסת 109 ,טייסת העמק, trb. Ha’Emek) – myśliwska eskadra Sił Powietrznych Izraela, bazująca w Ramat Dawid w Izraelu.

## Historia
Eskadra została sformowana w lipcu 1951 i składała się z 25 samolotów myśliwsko-bombowych Mosquito FB.6, 6 samolotów rozpoznawczych Mosquito PR.XVI i 1 szkolno-treningowego Mosquito T III. Eskadra bazowała wówczas w bazie lotniczej Hatzor.
Bardzo szybko okazało się, że samoloty Mosquito mają sporo problemów technicznych, co doprowadziło w 1956 do chwilowego rozwiązania eskadry. W sierpniu 1956 eskadrę ponownie sformowano w bazie lotniczej Ramat Dawid. Tym razem w wyposażenie weszło 37 samolotów myśliwsko-bombowych Mystère IVA. Niestety, nie udało się przeprowadzić szkolenia pilotów we Francji i dlatego zdecydowano się o przeznaczeniu samolotów eskadry do bombardowań celów naziemnych. Wzięły one udział w walkach podczas wojny sześciodniowej w 1967 bombardując egipskie i syryjskie lotniska: Arisz, Dżabal Libni, Bir Gifgafa, Bir Themada, Damaszek, Marj Riyal, Dumeir, Seikal i T4. Stracono przy tym 2 własne samoloty.
1 stycznia 1968 eskadra jako pierwsza w Izraelu otrzymała 24 samoloty szturmowe A-4H Skyhawk. Uczestniczyły one w operacji zbombardowania w 1968 bazy szkoleniowej Organizacji Wyzwolenia Palestyny w Jordanii.
12 maja 1970 pilot Ezra Dotan z 109 Eskadry odniósł jako pierwszy na świecie zwycięstwo powietrzne, zestrzeliwując dwa syryjskie MiG-i-17 przy użyciu rakiet klasy powietrze-powietrze.
Podczas wojny Jom Kipur w 1973 samoloty A-4 Skyhawk ze 109 Eskadry prowadziły od samego początku wojny ataki na nacierające wojska arabskie, ponosząc przy tym duże straty własne. Praktycznie wszystkie straty poniesiono od naziemnego ognia przeciwlotniczego i rakiet klasy ziemia-powietrze. Po wojnie przeprowadzono gruntowną modernizację samolotów, poprawiając awionikę, instalację elektryczną i uzbrojenie.
20 lipca 1977 do służby w 109 Eskadrze weszło 20 samolotów myśliwsko-bombardujących Kfir C-1 (Skyhawki wówczas wycofano ze służby) pochodzących ze 101 Eskadry. W 1981 wprowadzono samoloty nowszej wersji Kfir C-2 i C-7. Podczas wojny libańskiej w 1982 bombardowały one pozycje wojsk syryjskich i sił OWP w Libanie.
2 lipca 1991 eskadra zaczęła używać 28 samolotów wielozadaniowych F-16C/D. Począwszy od 2005 roku używa się wyłącznie samoloty F-16D. Podczas II wojny libańskiej w 2006 samoloty 109 Eskadry wzięły udział w bombardowaniu celów Hezbollahu w południowym Libanie

## Wyposażenie
Na wyposażeniu 109 Eskadry znajdują się następujące samoloty:
- samoloty wielozadaniowe F-16D.